# Ingá (Paraíba)
Ingá é um município brasileiro localizado na Região Metropolitana de Itabaiana, estado da Paraíba. Sua população em 2018 foi estimada pelo IBGE (Instituto Brasileiro de Geografia e Estatística) em 18 101 habitantes, distribuídos em 288 km² de área.

## História
A denominação Ingá, segundo alguns historiadores, originou-se do tupi-guarani, e significa cheio d'água. Ingá pode ser também o nome de uma árvore.
Sua formação administrativa começa com a criação do distrito denominado Vila do Imperador, pela lei provincial nº 2 e depois, é elevada a vila com mesmo nome pela lei provincial nº 6 de 3 de novembro de 1840. Pela lei provincial nº 3, de 23 de maio de 1846, a Vila do Imperador passou a denominar-se Ingá.
No ano de 1900, o município foi extinto e restaurado em 1904, por meio da lei nº 225 de 19 de novembro.
A comarca de Ingá foi criada em 10 de abril de 1940.

## Geografia
De acordo com o IBGE (Instituto Brasileiro de Geografia e Estatística), no ano de 2009 sua população era estimada em 18.784 habitantes.
O município de Ingá é conhecido por suas itacoatiaras, inscrições rupestres feitas em pedras, provavelmente, pelos indígenas, muito antes dos europeus chegarem ao continente americano. Não se conseguiu ainda decifrar o significado de tais inscrições.
Em Ingá, se encontra aproximadamente a 95,6 km de João Pessoa, são famosas as pedras que relembram a pré-história.
Limita-se com os municípios de Mogeiro, Itatuba, Fagundes, Riachão do Bacamarte, Serra Redonda, Juarez Távora e Campina Grande.

### Clima
O município está incluído na área geográfica de abrangência do semiárido brasileiro, definida pelo Ministério da Integração Nacional em 2005.  Esta delimitação tem como critérios o índice pluviométrico, o índice de aridez e o risco de seca.
Dados do Departamento de Ciências Atmosféricas, da Universidade Federal de Campina Grande, mostram que Ingá apresenta um clima com média pluviométrica anual de 665,2 mm e temperatura média anual de 25,3 °C.
| Dados climatológicos para Ingá                | Dados climatológicos para Ingá | Dados climatológicos para Ingá | Dados climatológicos para Ingá | Dados climatológicos para Ingá | Dados climatológicos para Ingá | Dados climatológicos para Ingá | Dados climatológicos para Ingá | Dados climatológicos para Ingá | Dados climatológicos para Ingá | Dados climatológicos para Ingá | Dados climatológicos para Ingá | Dados climatológicos para Ingá | Dados climatológicos para Ingá |
| Mês                                           | Jan                            | Fev                            | Mar                            | Abr                            | Mai                            | Jun                            | Jul                            | Ago                            | Set                            | Out                            | Nov                            | Dez                            | Ano                            |
| --------------------------------------------- | ------------------------------ | ------------------------------ | ------------------------------ | ------------------------------ | ------------------------------ | ------------------------------ | ------------------------------ | ------------------------------ | ------------------------------ | ------------------------------ | ------------------------------ | ------------------------------ | ------------------------------ |
| Temperatura máxima média (°C)                 | 32,2                           | 32,0                           | 31,5                           | 31,0                           | 30,1                           | 29,2                           | 28,7                           | 29,4                           | 30,6                           | 31,7                           | 32,6                           | 32,6                           | 31,0                           |
| Temperatura média (°C)                        | 26,5                           | 26,3                           | 26,1                           | 25,7                           | 25,0                           | 24,0                           | 23,5                           | 23,8                           | 24,6                           | 25,5                           | 26,1                           | 26,5                           | 25,3                           |
| Temperatura mínima média (°C)                 | 21,7                           | 21,7                           | 21,8                           | 21,5                           | 21,0                           | 20,1                           | 19,4                           | 19,0                           | 19,8                           | 20,5                           | 20,9                           | 21,4                           | 20,7                           |
| Precipitação (mm)                             | 34,5                           | 47,2                           | 83,8                           | 91,0                           | 93,6                           | 103,9                          | 89,0                           | 50,9                           | 24,6                           | 11,7                           | 14,4                           | 23,6                           | 665,2                          |
| Fonte: Departamento de Ciências Atmosféricas. |                                |                                |                                |                                |                                |                                |                                |                                |                                |                                |                                |                                |                                |